# Mercer (Wisconsin)
Mercer ist eine Siedlung auf gemeindefreiem Gebiet im Iron County im US-amerikanischen Bundesstaat Wisconsin. Zu statistischen Zwecken ist der Ort zu einem Census-designated place (CDP) zusammengefasst worden. Im Jahr 2010 hatte Mercer 516 Einwohner.

## Geografie
Mercer liegt am Mercer Lake im Norden Wisconsins, rund 20 km südlich der Grenze zu Michigan und rund 60 km südlich des Oberen Sees.
Die geografischen Koordinaten von Mercer sind 46°09′56″ nördlicher Breite und 90°03′46″ westlicher Länge. Das Stadtgebiet erstreckt sich über eine Fläche von 14,19 km², die sich auf 11,53 km² Land- und 2,66 km² Wasserfläche verteilen. Mercer ist die größte und wichtigste Siedlung innerhalb der Town of Mercer.
Benachbarte Orte von Mercer sind Winchester (16,6 km ostnordöstlich), Manitowish Waters (16,8 km östlich), Manitowish (5,8 km südöstlich), Powell (13,7 km  in der gleichen Richtung) und Carter (11 km nordwestlich).
Die nächstgelegenen größeren Städte sind Green Bay am  Michigansee (299 km südöstlich), Wausau (163 km südlich), die Twin Cities in Minnesota (367 km südwestlich) und Duluth am Oberen See in Minnesota (210 km westnordwestlich).

## Verkehr
Der U.S. Highway 51 verläuft als Hauptstraße durch Mercer. Alle weiteren Straßen sind untergeordnete und teils unbefestigte Fahrwege sowie innerörtliche Verbindungsstraßen.
Mit dem Manitowish Waters Airport befindet sich 17,2 km östlich ein kleiner Flugplatz. Die nächstgelegenen Regionalflughäfen sind der Duluth International Airport (219 km westnordwestlich) und der Central Wisconsin Airport bei Wausau (183 km südlich). Der nächste internationale Großflughafen ist der Minneapolis-Saint Paul International Airport (377 km südwestlich).

## Bevölkerung
Nach der Volkszählung im Jahr 2010 lebten in Mercer 516 Menschen in 276 Haushalten. Die Bevölkerungsdichte betrug 44,8 Einwohner pro Quadratkilometer. In den 276 Haushalten lebten statistisch je 1,87 Personen. 
Ethnisch betrachtet setzte sich die Bevölkerung zusammen aus 98,4 Prozent Weißen, 0,6 Prozent amerikanischen Ureinwohnern sowie 1,0 Prozent Asiaten. Unabhängig von der ethnischen Zugehörigkeit waren 0,4 Prozent der Bevölkerung spanischer oder lateinamerikanischer Abstammung. 
12,4 Prozent der Bevölkerung waren unter 18 Jahre alt, 51,4 Prozent waren zwischen 18 und 64 und 36,2 Prozent waren 65 Jahre oder älter. 51,9 Prozent der Bevölkerung war weiblich.
Das mittlere jährliche Einkommen eines Haushalts lag bei 35.625 USD. Das Pro-Kopf-Einkommen betrug 19.042 USD. 7,3 Prozent der Einwohner lebten unterhalb der Armutsgrenze.